# Cmentarz żydowski w Nowogrodzie
Cmentarz żydowski w Nowogrodzie – kirkut służący niegdyś żydowskiej społeczności Nowogrodu mieści się przy ulicy Poległych, na wzniesieniu. Nie wiadomo kiedy dokładnie powstał. Nie zachowały się żadne macewy, jedynie widoczne są ślady grobów. Cmentarz ma powierzchnię 1,1 ha.

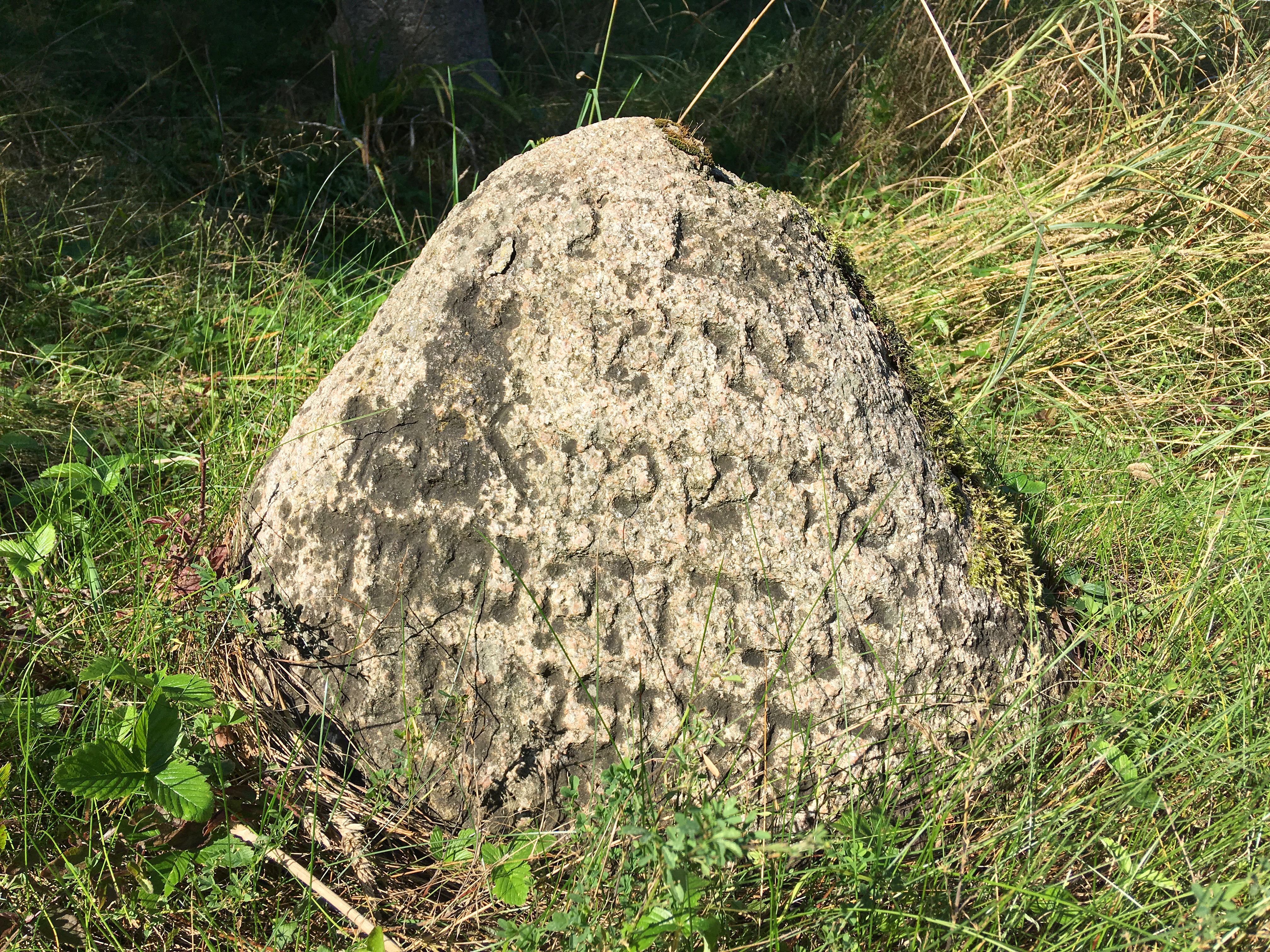
Jedna z macew na cmentarzu

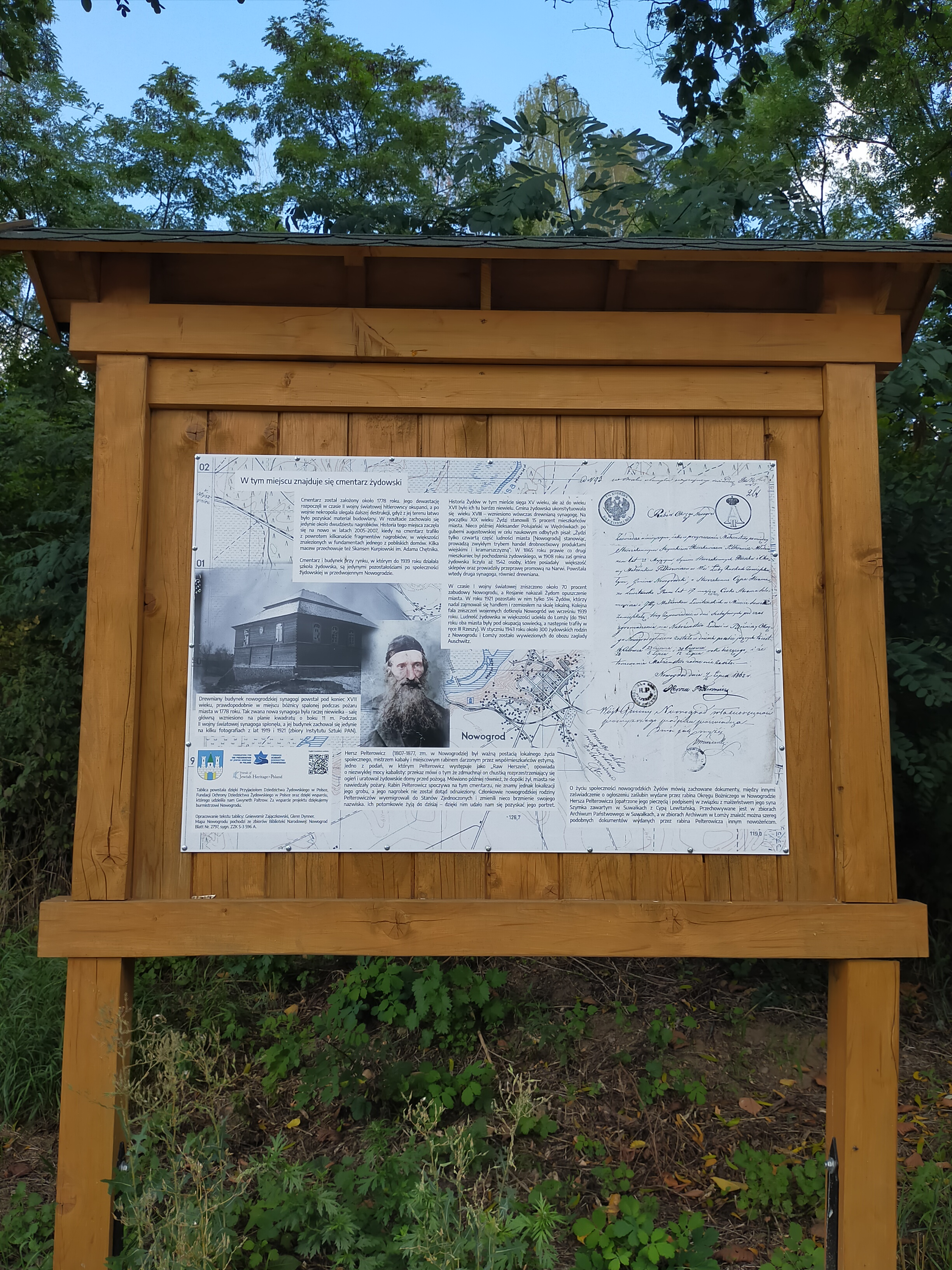
Historia kirkutu w Nowogrodzie

We wrześniu 1939 położenie strategiczne cmentarza zostało wykorzystane do obrony linii rzeki Narwi. Wojsko wykopało okopy strzeleckie. W następnych latach kirkut był systematycznie dewastowany. W 2005 odnaleziono jedną macewę, a w 2007 odzyskano kolejne kilkanaście nagrobków użytych jako fundamenty budynku stojącego u stóp wzgórza, od strony Narwi. 
Cmentarz jest nieogrodzony i nieoznakowany. Granice kirkutu są nieczytelne.